# Salluca virens
Salluca virens är en fjärilsart som beskrevs av Paul Dognin 1909. Salluca virens ingår i släktet Salluca och familjen tandspinnare. Inga underarter finns listade.